# Algutsboda kyrka

Algutsboda kyrka är en kyrkobyggnad i Algutsboda i Växjö stift. Den är församlingskyrka i Algutsboda församling i Växjö stift.
Den adliga släkten Jegerschöld har två gravar på kyrkogården. I den ena vilar majoren vid Kalmar regemente och Uppvidinge kompani, riddaren Emanuel Jegerschöld (1795–1871) och i den andra makan Rosalie f. Cronhammar jämte några av deras barn.

## Kyrkobyggnaden
Under medeltiden uppfördes en träkyrka i Algutsboda. Denna brann dock ned 1567 och ersattes av en ny kyrka som togs i bruk 1570. Kyrkan revs för att lämna plats åt den nuvarande kyrkan som uppfördes 1766–1767. 
Överintendentsämbetet  hade 1765  utarbetat ritningar till en kyrka med korsarmar  som även godkänts av Kunglig Majestät. Dessa ritningar  föll inte församlingen i smaken. Istället  byggdes kyrkan efter  ritningar utförda av murarmästaren Anders Törnberg, Kalmar. Byggnadsarbetet påbörjades av Johan Forsman från Öland. Denne avled innan kyrkan färdigbyggts varför  arbetet kom att fullföljas  under överinseende av slottsmurarmästaren Jonas Flodin, Kalmar. Kyrkan invigdes 1770 av biskop Olof Osander och gavs namnet Sophia Magdalena efter den danskfödda kronprinsessan.
Kyrkan är uppförd i sten,  spritputsad och vitkalkad och består av ett brett långhus med  rakslutande korvägg  i öster och torn i väster. Invid långhusets norra sida är den medeltida sakristian  av sten som hörde till  de tidigare  kyrkorna  bevarad och ingår i den nya byggnadskroppen. En omfattande förändring av kyrkans yttre arkitektur skedde 1892–1894 varvid lånhusets  branta takresningen sänktes och murarna höjdes. Kyrkans torn  ombyggdes i  nygotisk  stil med spetsbågsgavlar och en hög spira krönt av ett kors. Tidigare hade kyrkan enligt en teckning  av Erik Ihrfors 1889  i Smolandia Sacra haft ett torn som inte var högre än takåsen på långhuset och försett med en lanternin. Vid renoveringen förstorades även kyrkans fönster och försågs med nygotisk spröjsning. 
Interiören är av salkyrkotyp. Kyrkorummets nuvarande takvalv byggdes 1979. Korfönstren har glasmålningar komponerade av Erik Höglund 1966.

## Inventarier
- Predikstolen i barock, rikt dekorerad och är tillsammans med ljudtaket tillverkad 1708.
- Altartavlan, utförd 1805 av Pehr Hörberg och har motivet "Kristi himmelsfärd".
- Altarring  med balusterdockor.
- Dopfunt i Kolmårdsmarmor.
- Sluten bänkinredning.
- Mariaskulptur tillverkad av träsnidare Eva Spångberg.
- Orgelläktare från 1695 med utsvängt mittstycke dekorerad med heliga gestalter.
- Ljusbärare tillverkad 1988 av konstnären Lars Larsson från Boda.
- Golvur som är en gåva från en församlingsbo till kyrkans invigning 1770.
- Den järnbeslagna kyrkokistan, som står under läktaren, användes redan i den gamla träkyrkan ochtogs i bruk 1720.

## Orglar

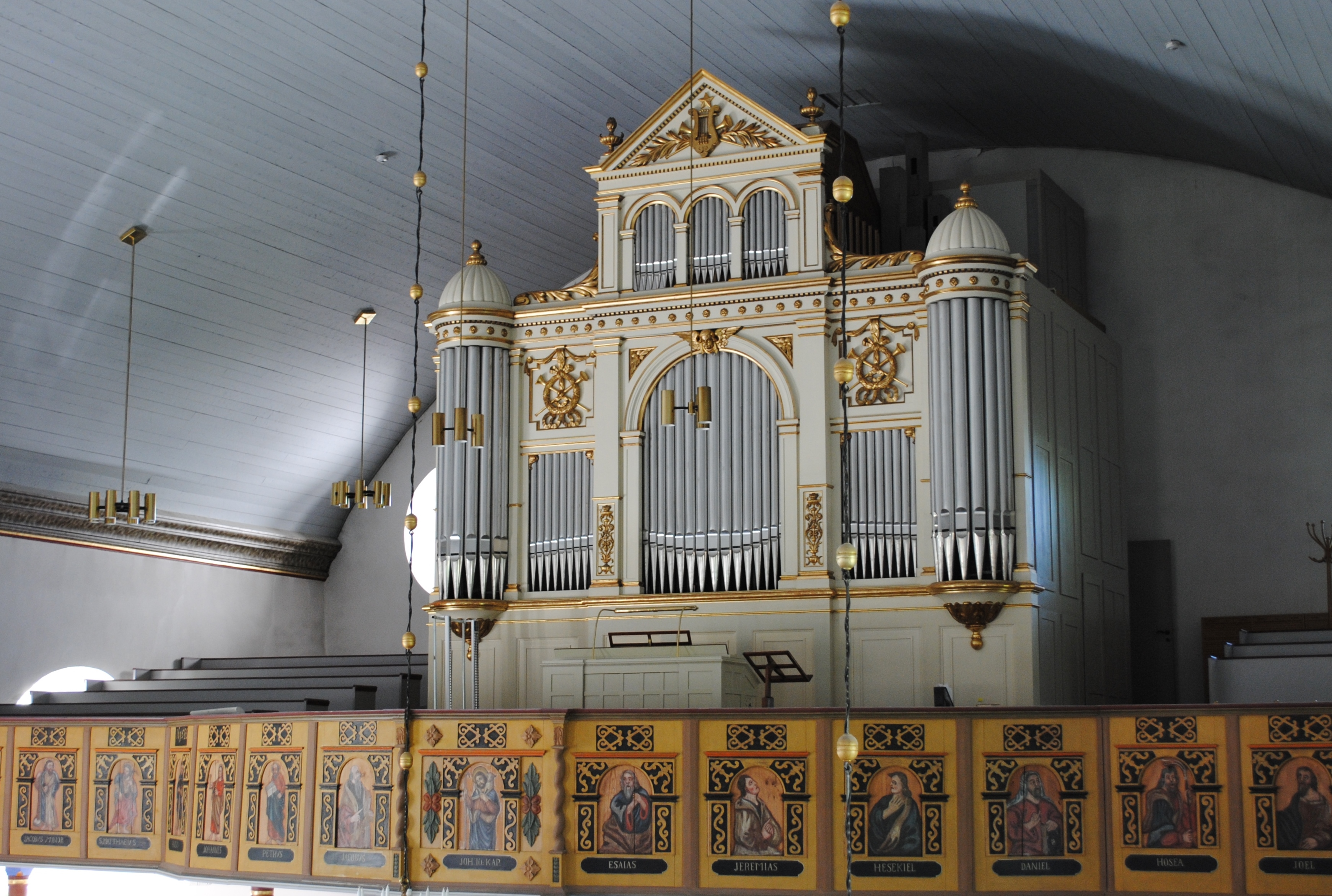
Läktarorgeln från 1894.

- 1810 byggde Pehr Schiörlin en orgel med 12,5 stämmor.
- 1894 ersattes Schörlins orgel av ett orgelverk byggt av E. A. Setterquist & son i Örebro med 22 stämmor. Tillhörande orgelfasad är ritad 1893 av Fredrik Lilljekvist.
- 1936 renoveras orgeln av Hammarbergs orgelbyggeri i Göteborg och blev då elektrifierad.
- 1955 ombyggd av Bernhard Svensson i Oskarshamn. Orgeln är mekanisk och har fasaden från 1894 års orgel.
- 1968 Omdisponerad och utökad av Einar Berg, Stockholm, utökades med 6 stämmor.

Efter Einar Bergs utökning hade orgeln följande disposition:
| Huvudverk I       | Svällverk II       | Pedalverk     | Koppel |
| Gedacktpommer 16' | Rörflöjt 8'        | Subbas 16'    | I/P    |
| Principal 8'      | Salicional 8'      | Violon 16'    | II/P   |
| Bourdon 8'        | Principal 4'       | Bourdon 8'    | II/I   |
| Gamba 8'          | Flöjt Octaviant 4' | Octava 4'     | I 4'/I |
| Oktava 4'         | Waldflöjt 2'       | Blockflöjt 2' |        |
| Gedacktflöjt 4'   | Spetsoktavia 1'    | Mixtur 3 ch   |        |
| Octava 2'         | Sesquialtera 2 ch  | Basun 16'     |        |
| Cornett 2 ch      | Scharf 3 ch        | Trumpet 4'    |        |
| Mixtur 5 ch       | Dulcian 16'        |               |        |
| Trumpet 8'        | Skalmeja 8'        |               |        |
|                   | Crescendosvällare  |               |        |

- 200? Orgelbyggarna Bergenblad & Jonsson Orgelbyggeri AB i Farstorp, Småland, restaurerar orgeln till ursprungligt skick.

Nuvarande disposition:
| Huvudverk (I) C-f3  | Svällverk (II) C-f3 | Pedalverk (P) C-d1 | Koppel |
| Borduna 16'         | Principal 8'        | Subbas 16'         | I/P    |
| Principal 8'        | Rörflöjt 8'         | Violone 16'        | II/P   |
| Bourdon 8'          | Salicional 8'       | Bourdon 8'         | II/I   |
| Gamba 8'            | Violine 4'          | Violoncelle 8'     | 4'/I   |
| Flûte Harmonique 8' | Flûte Octaviante 4' | Octava 4'          | 16'/II |
| Octava 4'           | Corno 8'            | Bassun 16'         |        |
| Octava 2'           |                     |                    |        |
| Cornette 3 chor     |                     |                    |        |
| Trompet 16'         |                     |                    |        |
| Trompet 8'          |                     |                    |        |

Kororgeln är tillverkad 1980 av Västbo Orgelbyggeri. Orgeln är mekanisk. Den har följande disposition:
| Svällverk (I) C-g3 | Pedal (P) C-d1 | Koppel |
| Gedackt 8'         | Subbas 16'     | I/P    |
| Spillpfeife 4'     |                |        |
| Principal 2'       |                |        |
| Nasat 1 1⁄3'       |                |        |
| Scharf 2 chor      |                |        |
| Crescendosvällare  |                |        |

## Bildgalleri

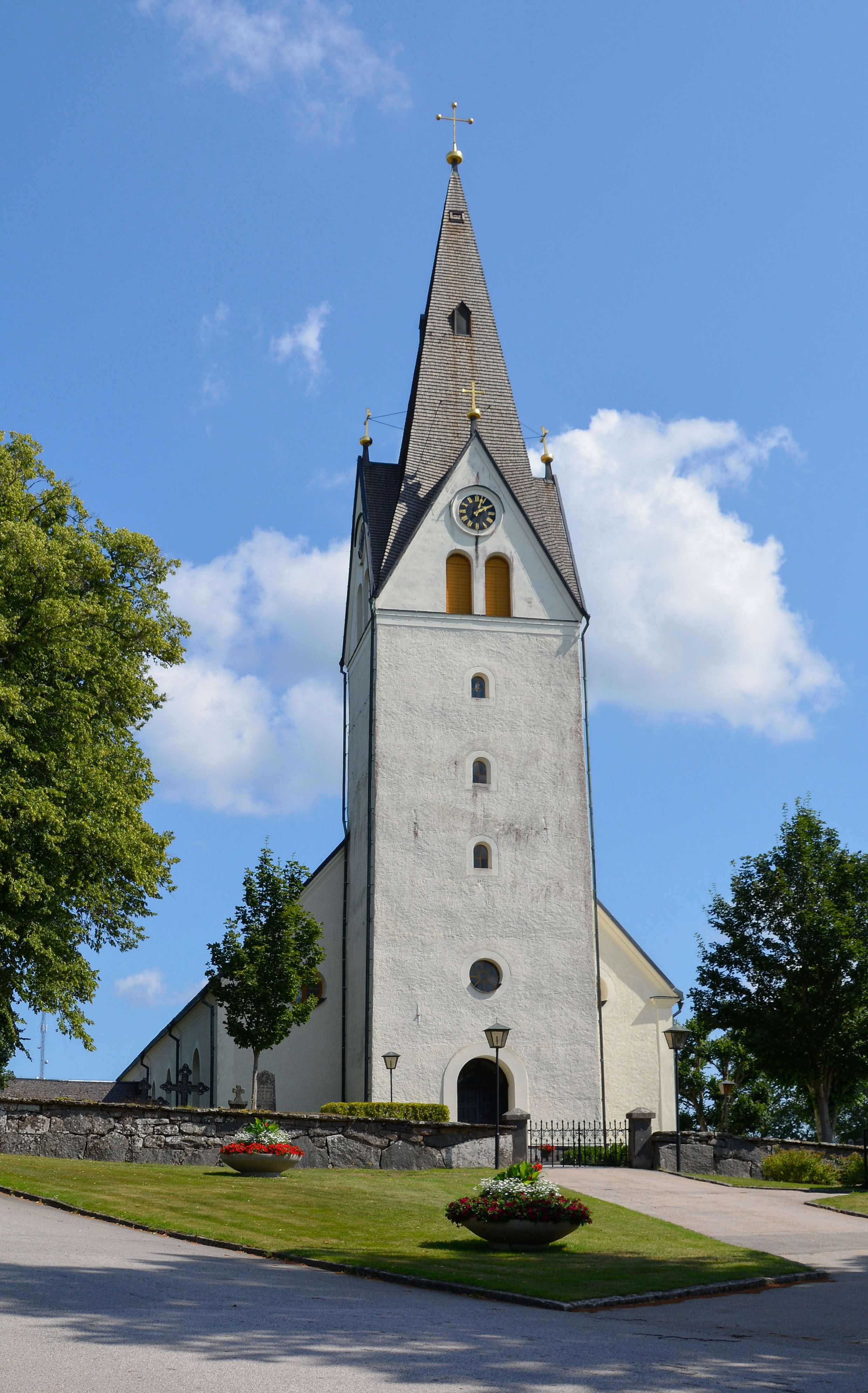
Kyrkan från väster.
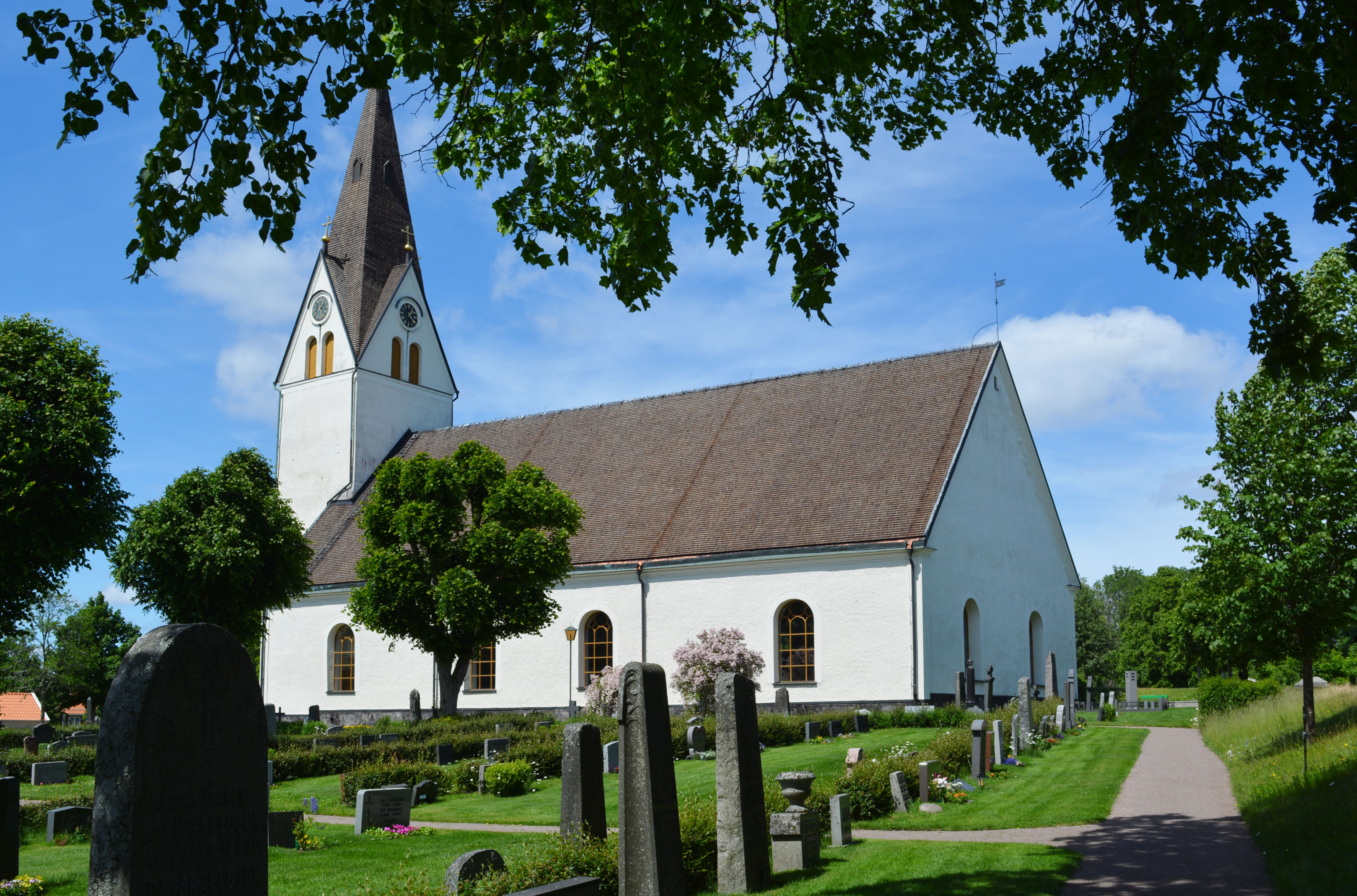
Exteriör från sydöst.
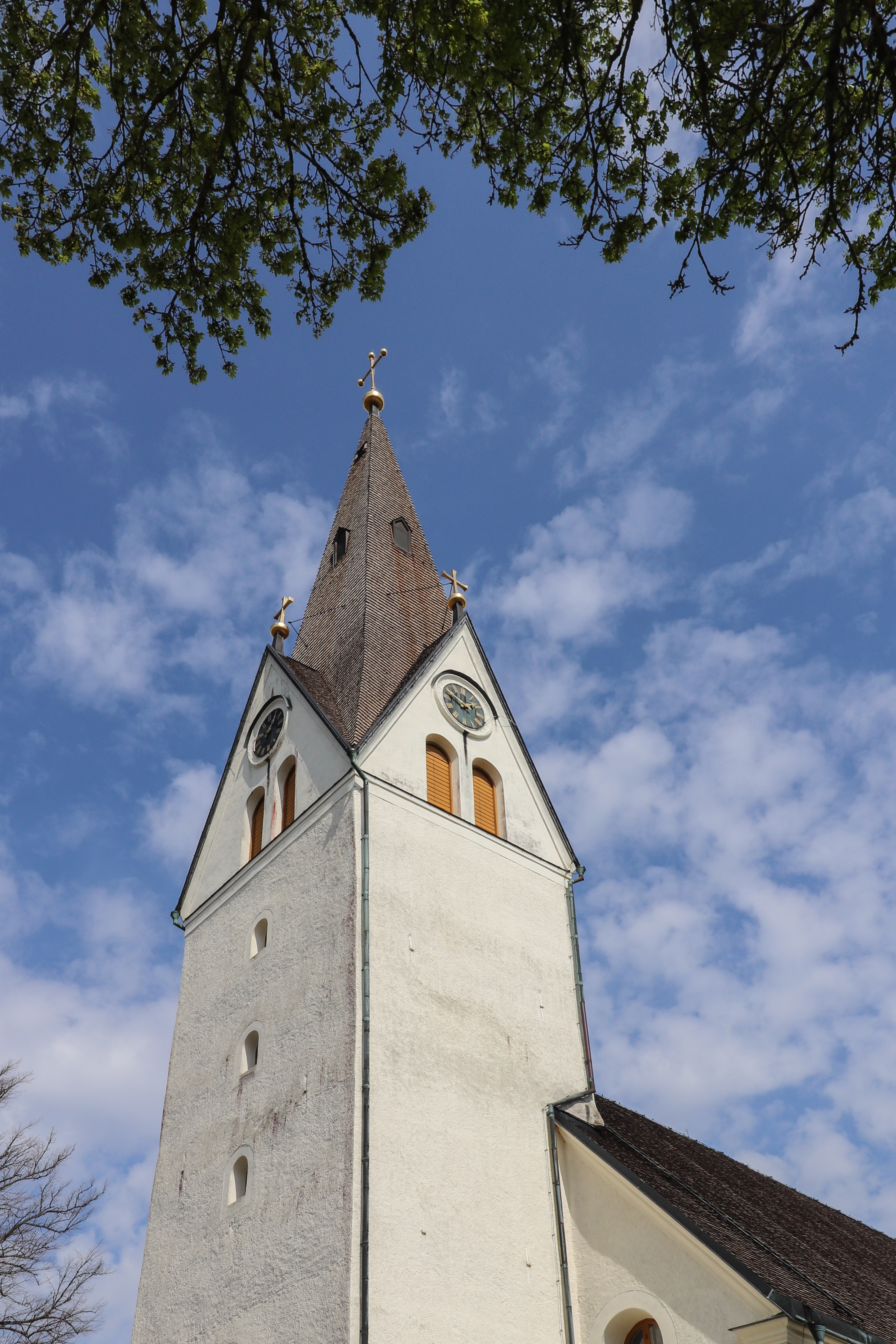
Tornspiran
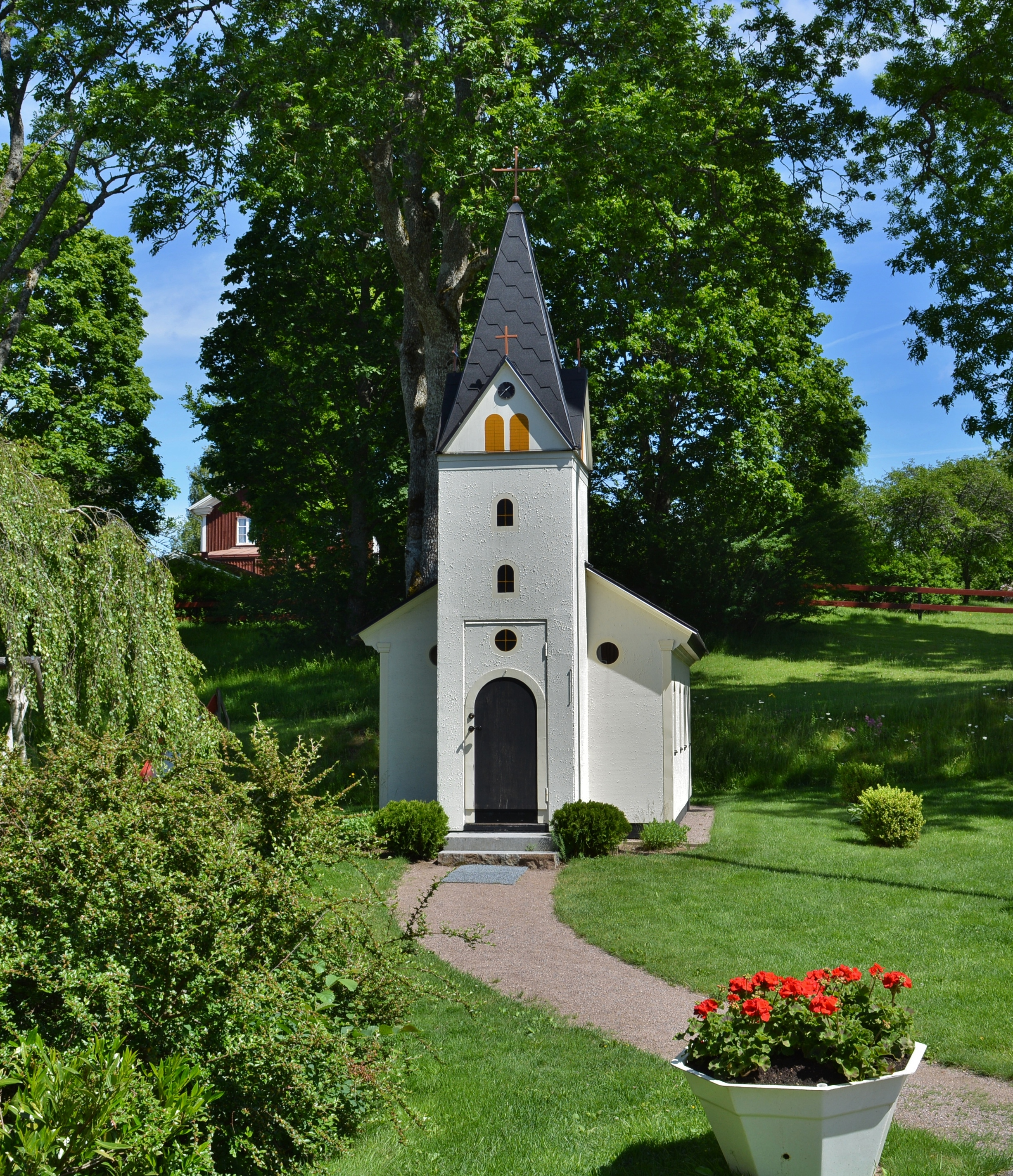
Barnens minikyrka.
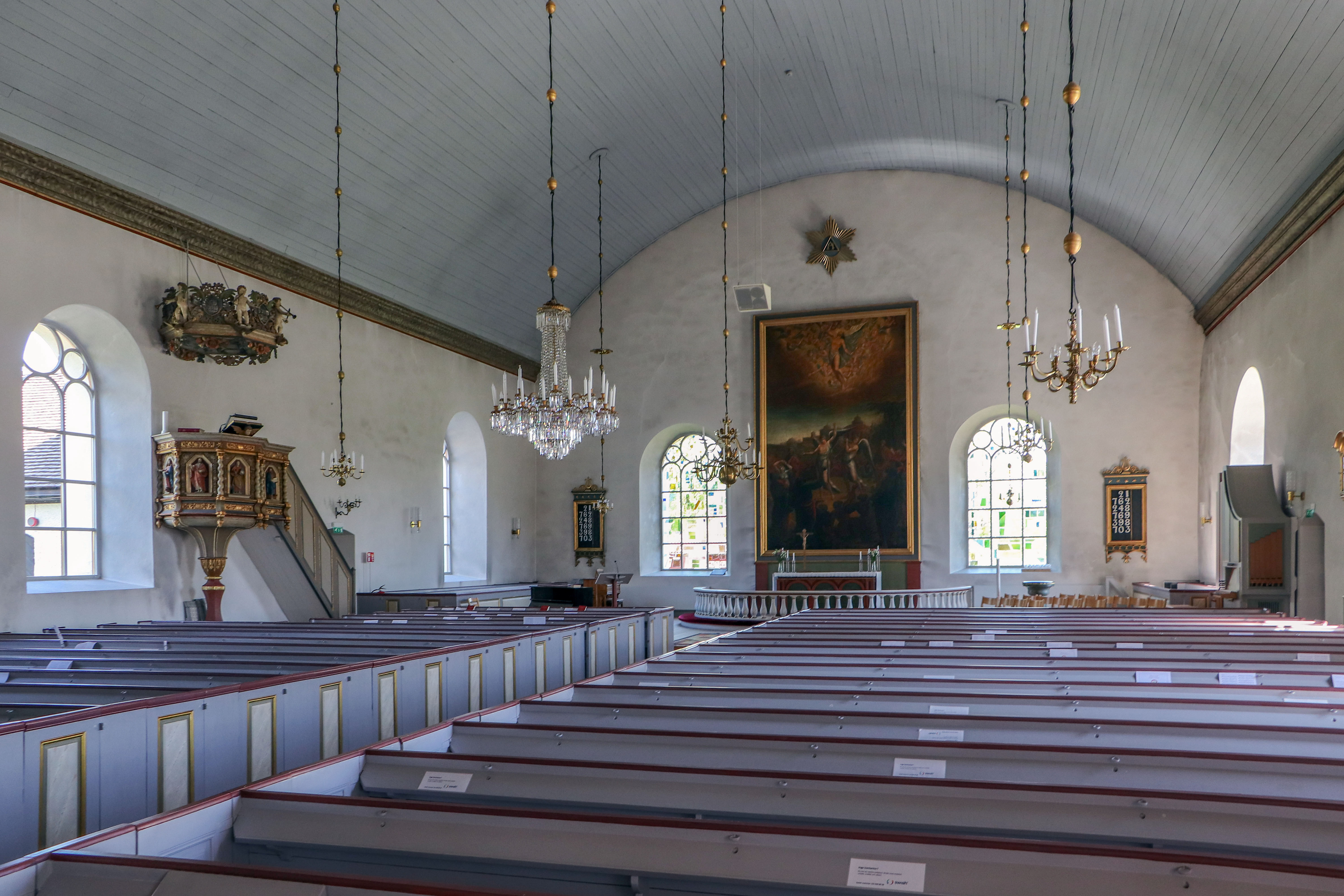
Interiör mot öster.
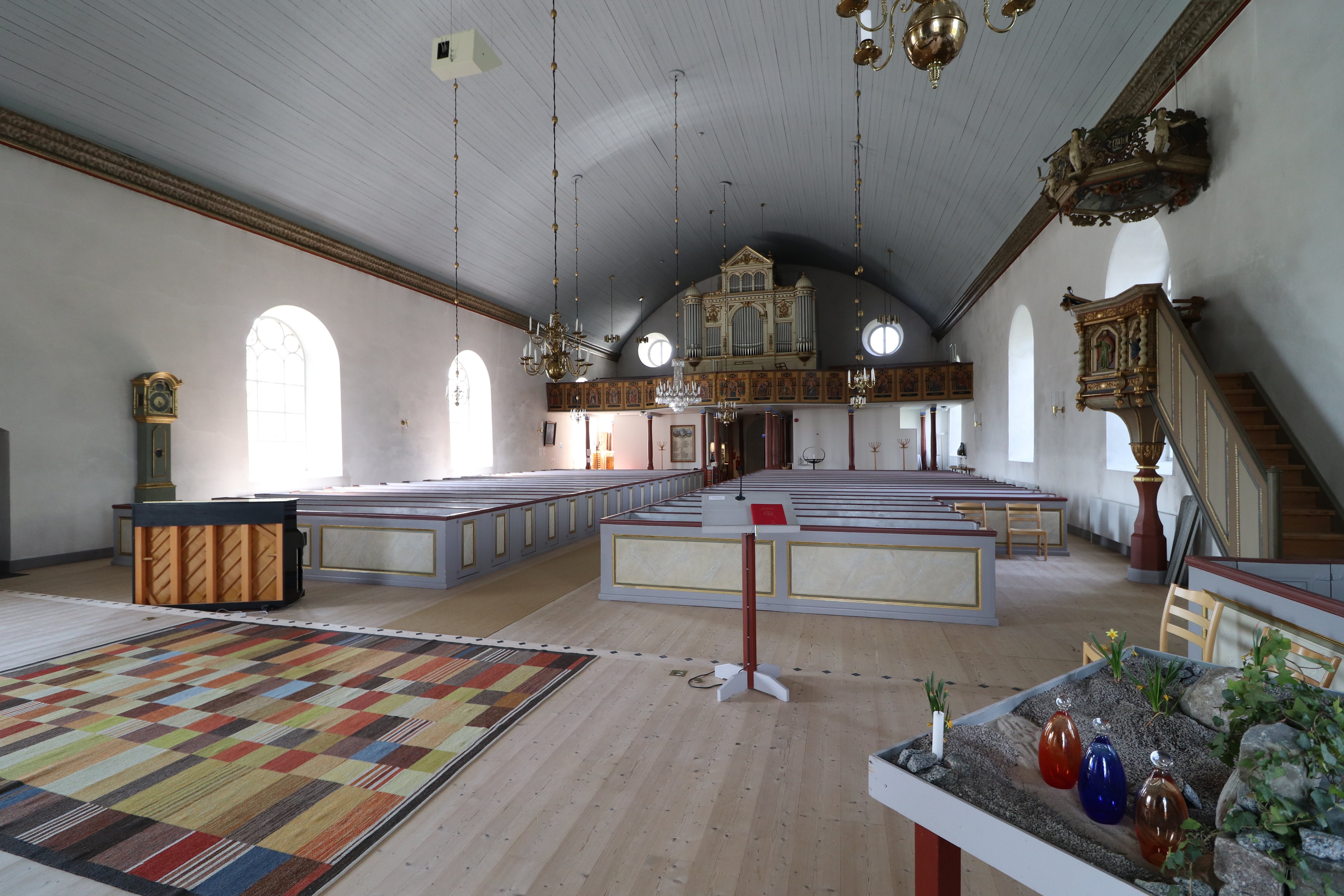
Interiör mot väster.
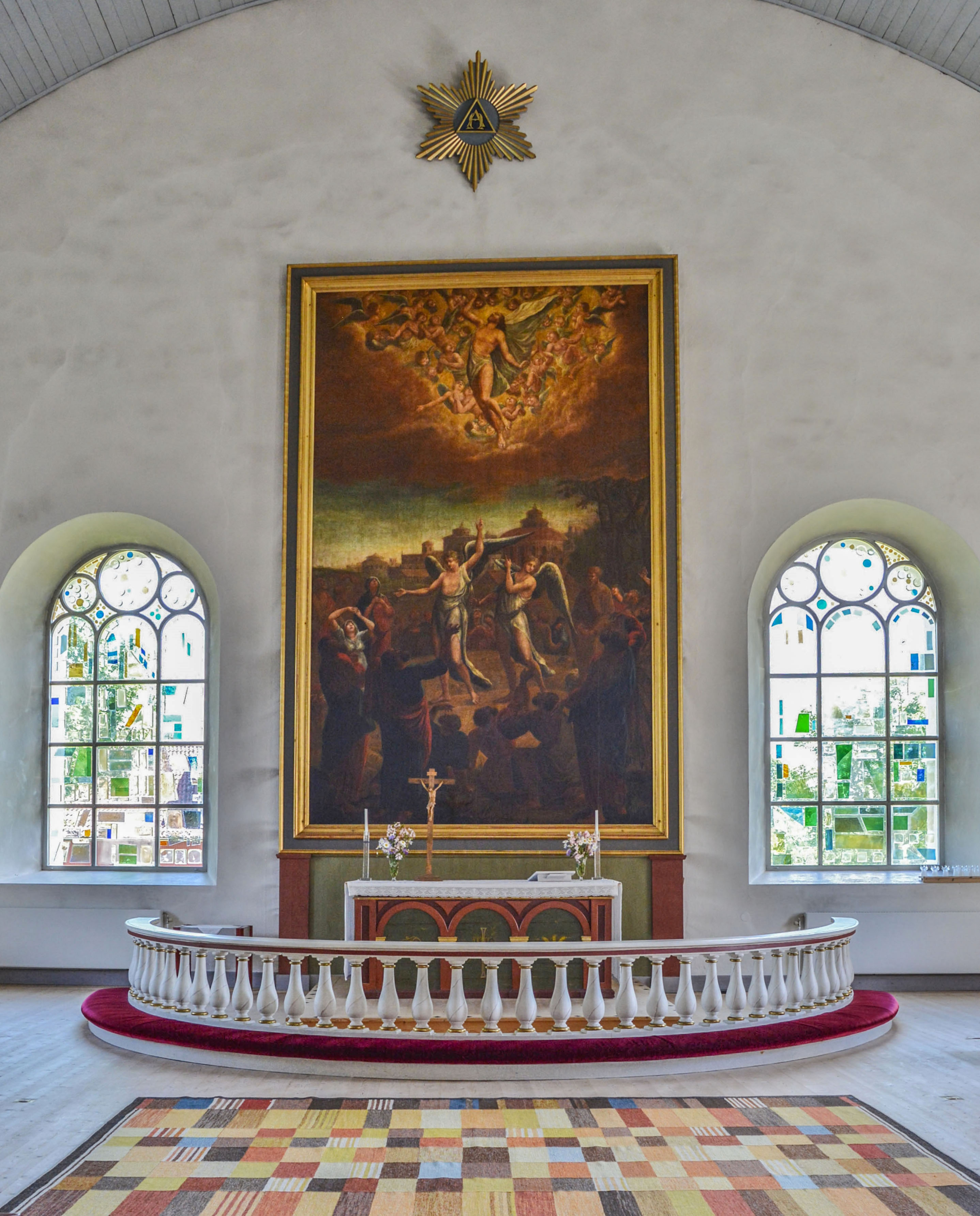
Pehr Hörbergs altartavla utförd 1805   med motivet "Kristi himmelsfärd".
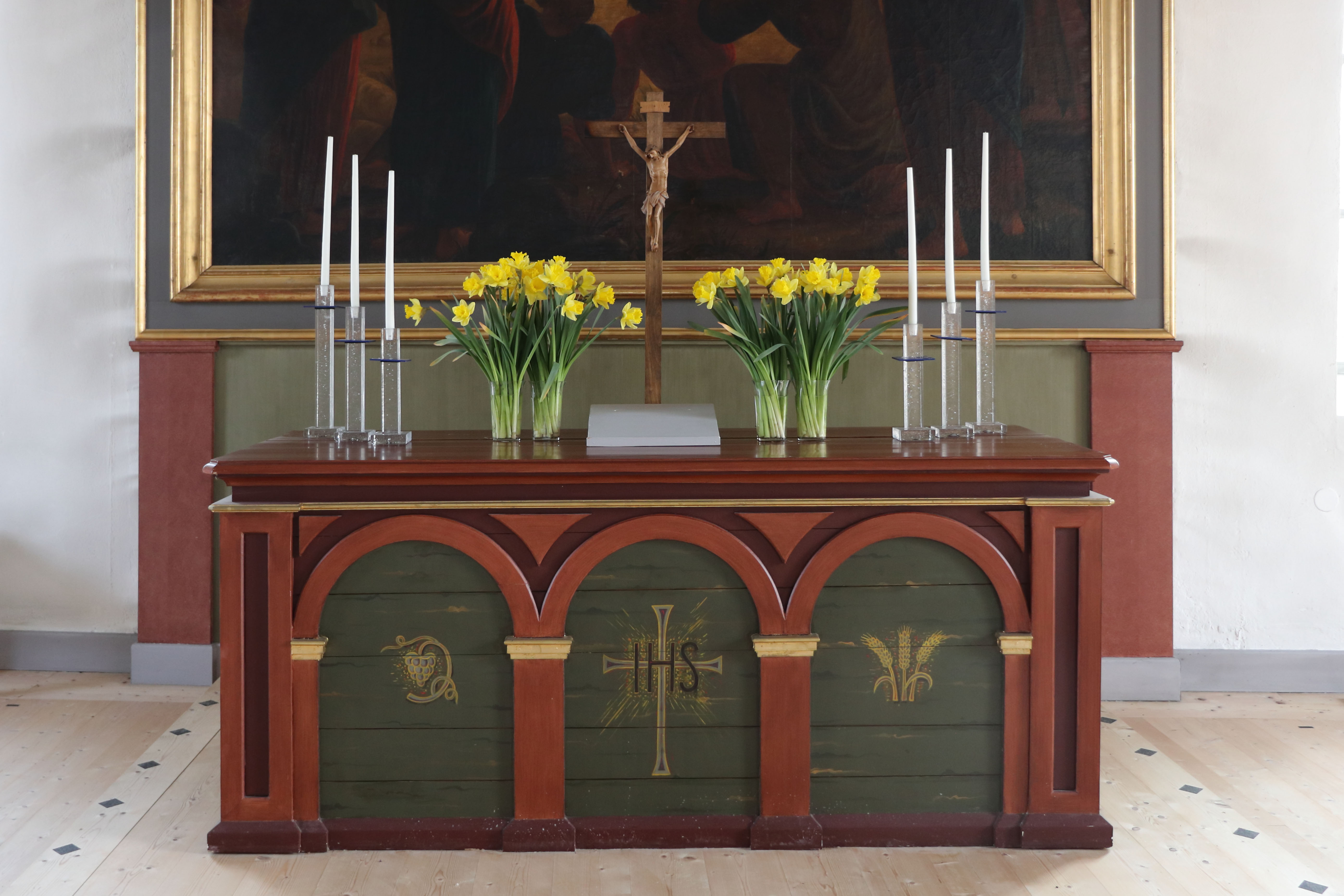
Altaret
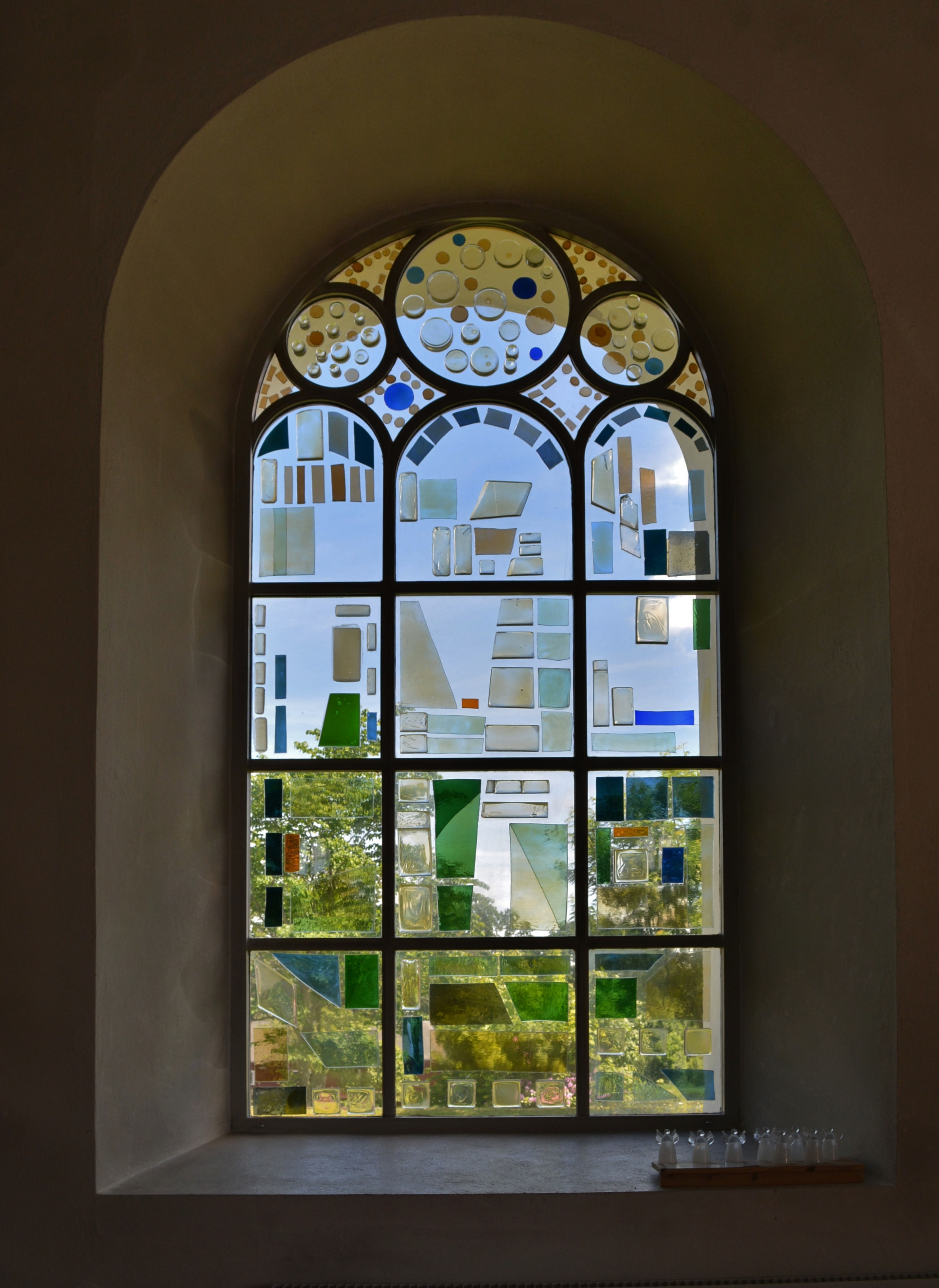
Erik Höglunds korfönster utförda 1966
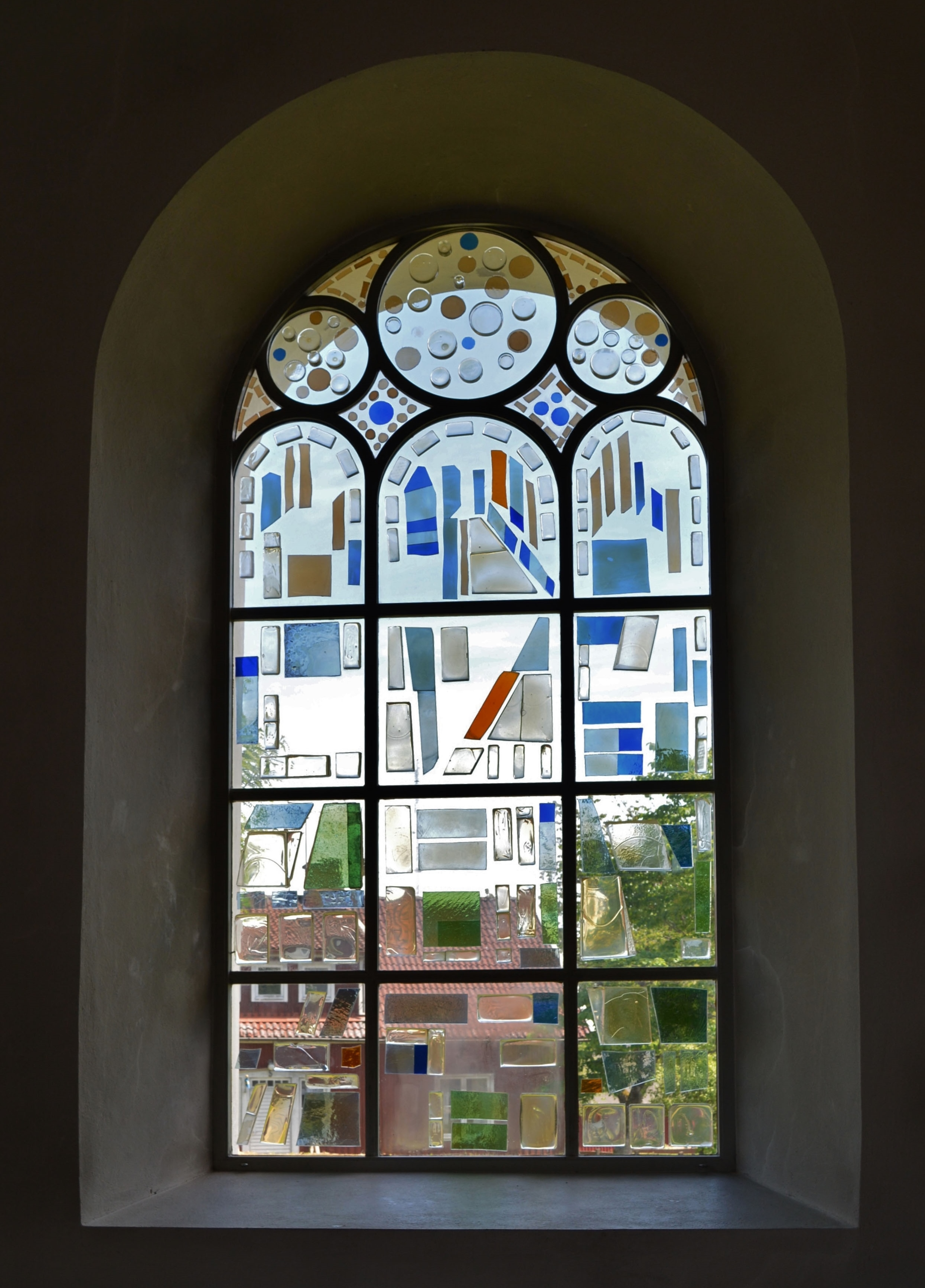
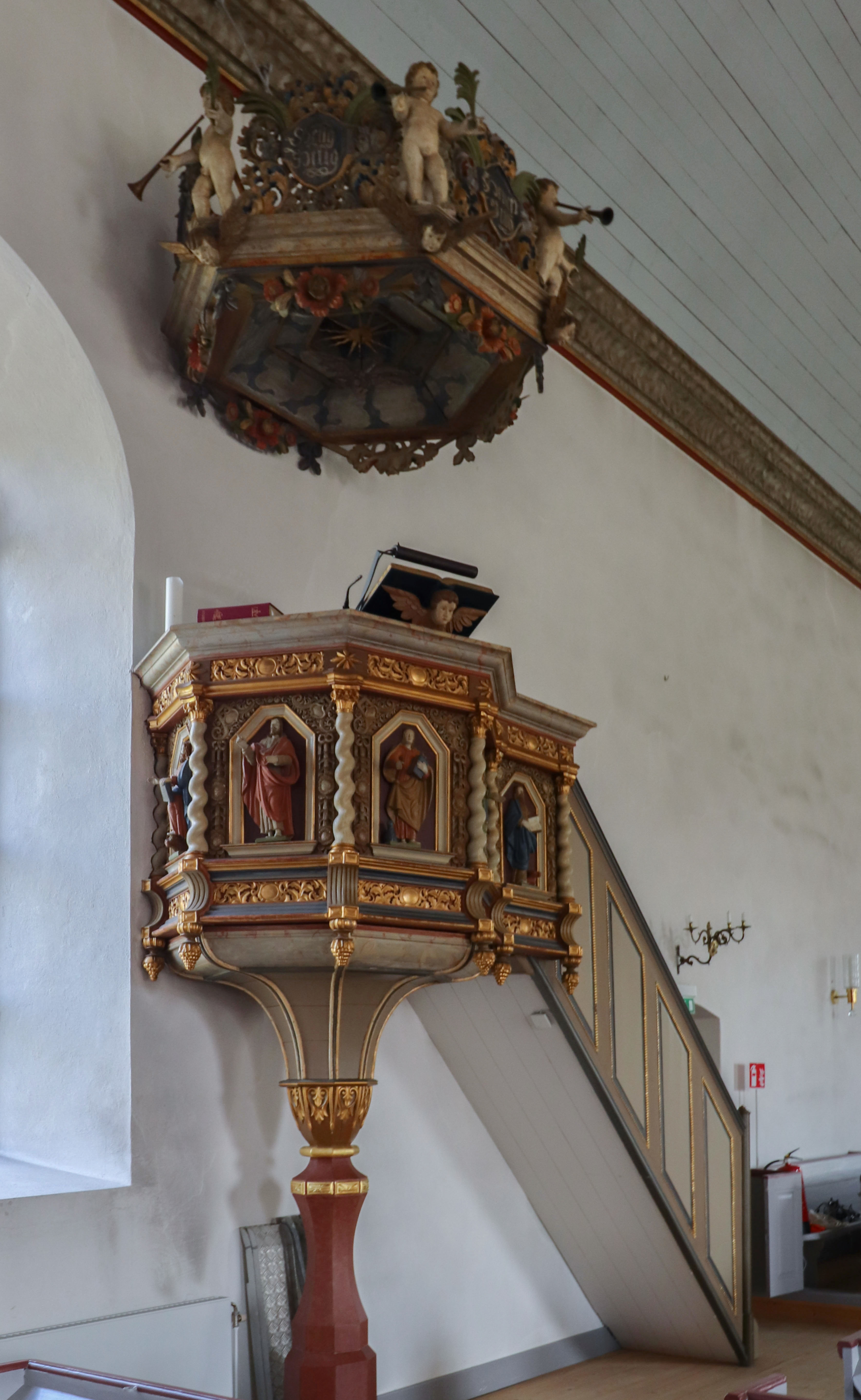
Predikstol  i barock tillverkad  1708
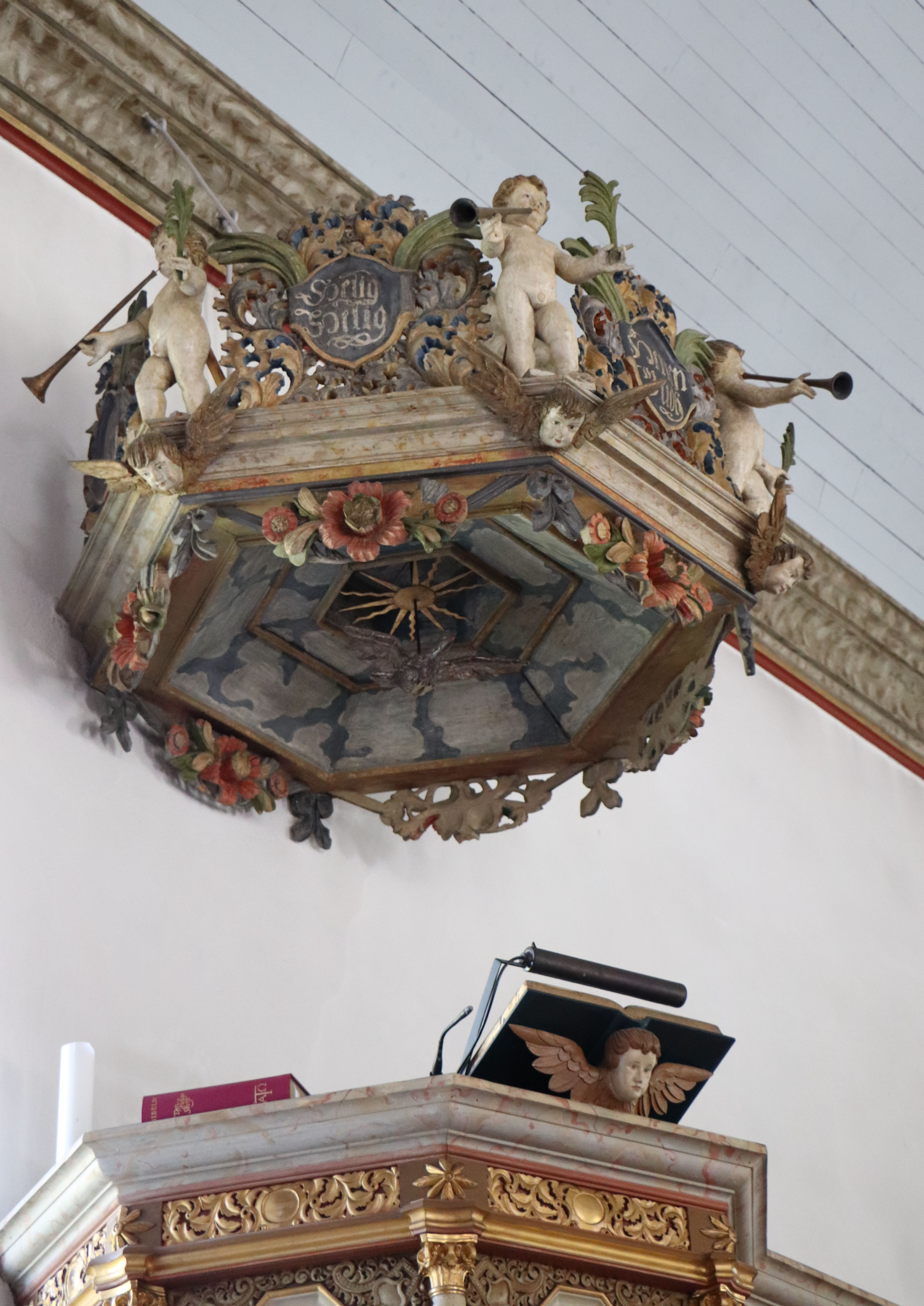
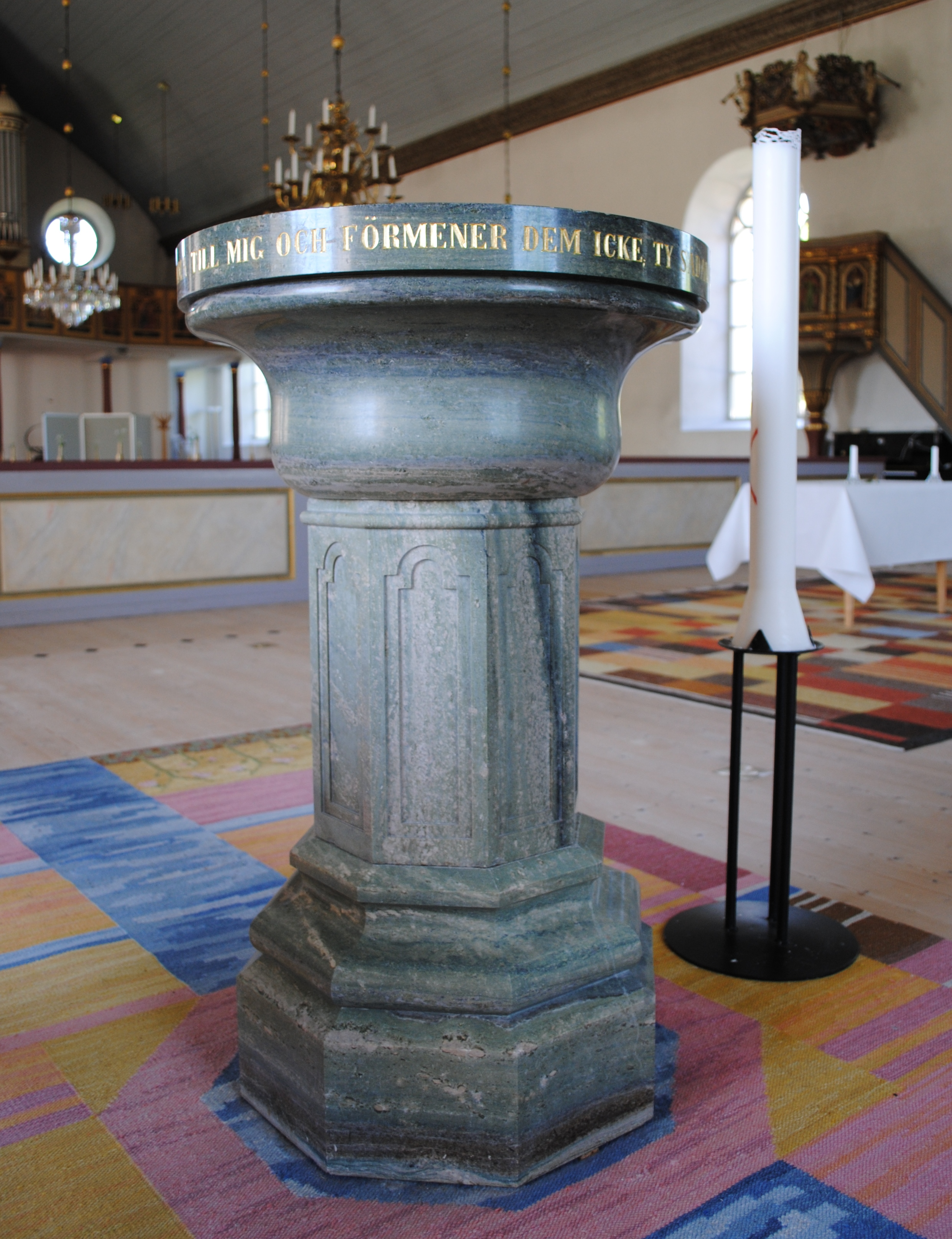
Dopfunt i Kolmårdsmarmor.
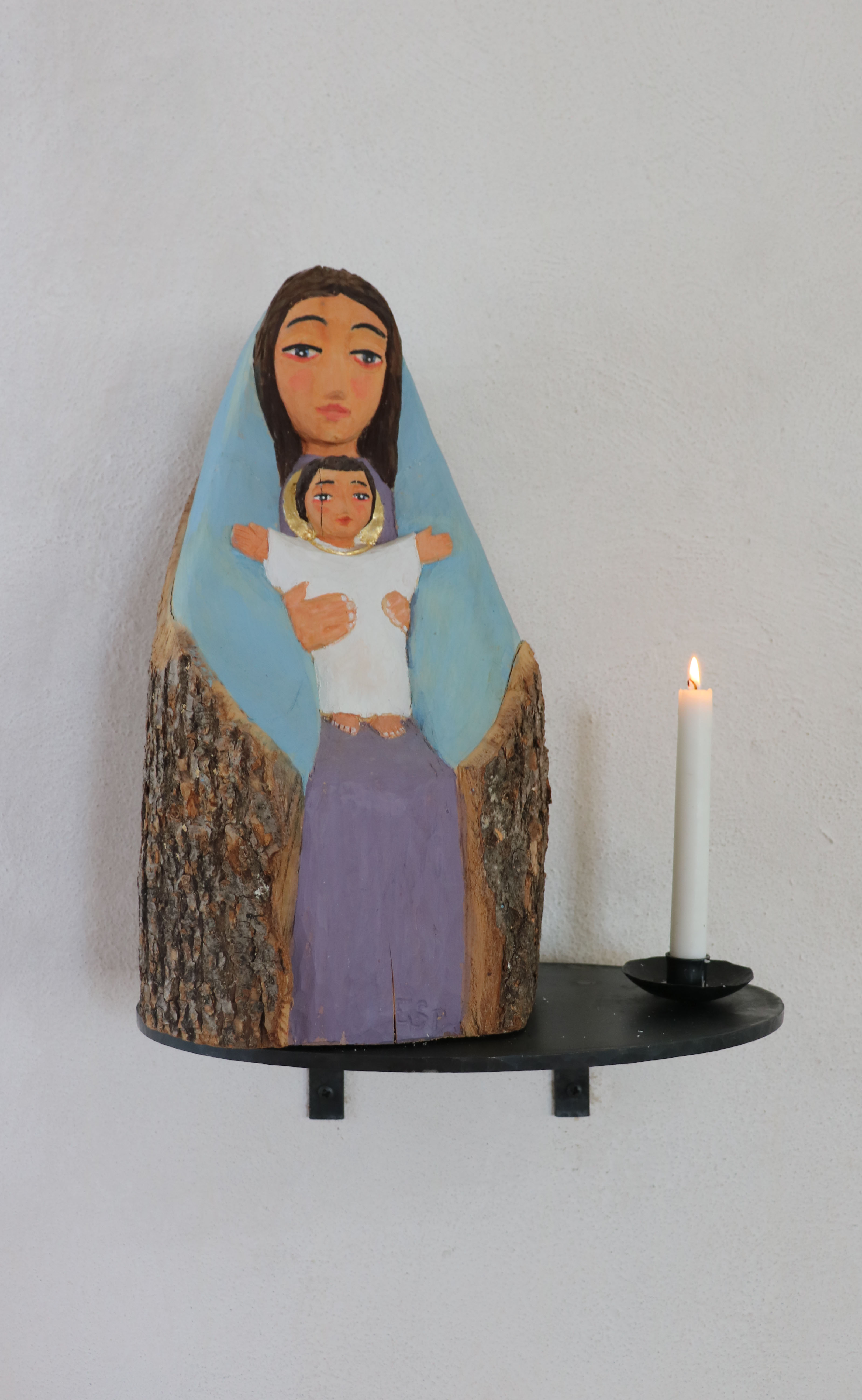
Mariaskulptur av Eva Spångberg.